# 筑波雪子
筑波 雪子（つくば ゆきこ、1906年6月10日 - 1977年6月6日または6月8日）は、日本の女優。10代で映画にデビュー、サイレント映画時代のスターであった。本名佐藤 ゆき子（さとう ゆきこ、旧姓）。

## 来歴・人物
1906年（明治39年）6月10日、東京府荏原郡入新井村大字不入斗（現在の大田区大森北あたり）に生まれる。若くして新橋の花柳界にいたが、その美貌から帝国劇場取締役福沢桃介の推薦により、城戸四郎に熱心な勧誘をされて映画女優に転身した。16歳になる1922年（大正13年）に松竹蒲田撮影所に入社した。サイレント映画初期の巨匠吉野二郎監督の『三日月次郎吉』に出演、同年12月1日に公開された。吉野、そして島津保次郎監督作品に重用され、主役の座を獲得してゆく。1926年1月の「俳優昇格式」では準幹部に推された。

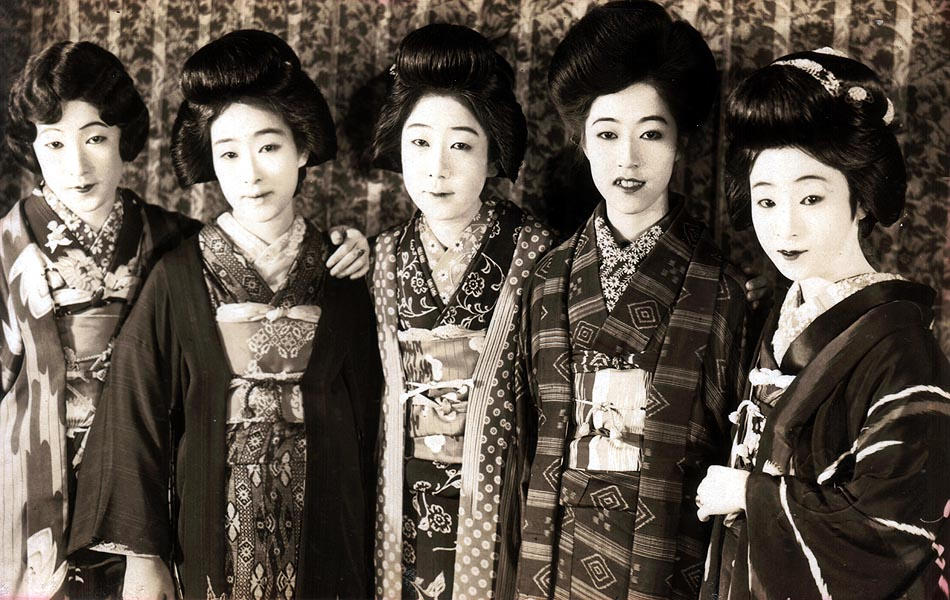
映画『妖婦五人女』（1926年）宣伝用写真から。左から、栗島すみ子、松井千枝子、川田芳子、筑波雪子（右から2番目）、
柳さく子

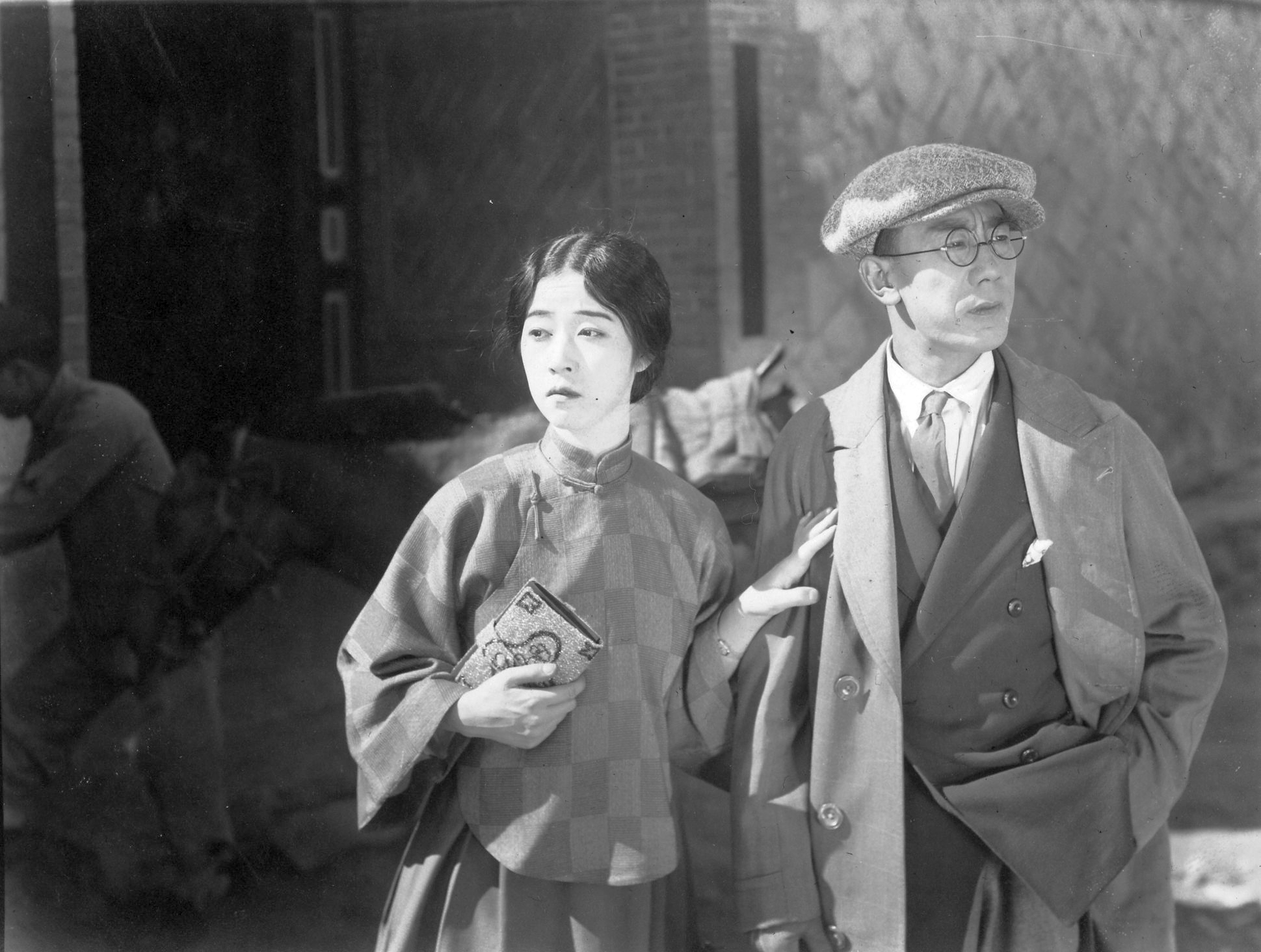
『民族の叫び』（1928年）。右は井上正夫。

1927年（昭和2年）に同じ撮影所の俳優諸口十九との密愛が発覚し、蒲田を退社、独立プロダクション「諸口十九社」を設立した。二川文太郎を起用して1作を製作、マキノ・プロダクションが配給したが失敗して解散、「諸口十九・筑波雪子一座」を結成、同年12月京都座に出演するも、筑波は諸口との関係を清算して浅草松竹座、京都南座に出演したのが縁で松竹蒲田撮影所に戻った。蒲田の大幹部女優川田芳子と以前つきあっていたころから城戸に睨まれていた諸口は京都の他社へ加わった。当時まだ21歳であった筑波はその後も、野村芳亭、清水宏作品に主演していく。
1931年（昭和6年）、ハリウッドスター上山草人の帰国第1作の大作映画『愛よ人類と共にあれ』で、草人の演じる主人公の妾の役に起用された。
1934年（昭和9年）3月16日朝、淀橋区百人町2-121（現在の新宿区同番地）の麻雀クラブ「天鳳」、品川区南品川2-234の日本麻雀クラブ「千山閣」で「賭け麻雀」をしていたとして、福田蘭童、広津和郎、高木楽山ら13人が検挙され、同日午後には岩田富美夫、東郷青児らが検挙、宇野千代が取り調べを受け、同日だけで20人の検挙となるという事件が起きる。
翌日、菊池寛、大下宇陀児、甲賀三郎、海野十三、飯田蝶子、八雲理恵子とともに筑波も検挙された。同日午後には結城一郎、吉川満子、奈良真養、小林十九二、松井潤子、古川緑波らも検挙されている。この事件により、筑波はこの年、松竹下加茂撮影所に移籍、10月に公開された『江戸は移る』以降、松竹を去る。
この翌年の1935年（昭和10年）5月3日、牛島某という男が筑波のヌード写真をネタに松屋から5000円を恐喝するという事件が起き、逮捕された牛島の供述から同日、共犯を疑われて、筑波も警視庁に連行された。牛島は筑波の昔の同棲相手で、1930年（昭和5年）から1934年夏まで同棲していたという。同棲時期は出演本数が減り、下加茂へ行く前ごろまでにあたる。またこのころ、新派の舞台に加わり、梅島昇の一座と明治座等に出演する。
これらスキャンダルの後、阪東妻三郎に招かれ、京都の阪東妻三郎プロダクションで筑波にとって初のトーキー映画に1作出演するも、30歳で引退、大阪の宗右衛門町の芸妓になる。1941年（昭和16年）3月、新派の舞台に復帰、翌1942年（昭和17年）1月まで舞台を務めたのちに引退、実業家寺田甚吉（寺田財閥の項参照）と結婚する。
戦後、1954年（昭和29年）2月の吾妻徳穂の「アズマカブキ」の渡米公演に参加した。
1977年（昭和52年）6月6日、胃がんのため世田谷区の日産玉川病院で死去した。誕生日直前の70歳の没であった。同年の「週刊新潮」誌通算1105号の「墓碑銘」の欄に『元新橋芸者・女優筑波雪子の死69歳』が掲載され、その死が悼まれた。

## フィルモグラフィ
1922年
- 三日月次郎吉　監督吉野二郎、主演沢村四郎五郎、河村黎吉

1924年
- 赤坂心中　監督安田憲邦、主演諸口十九、川田芳子
- 黄金地獄　監督小澤得二、主演五月信子、岩田祐吉
- 城ケ崎の雨　監督島津保次郎、主演中浜一三

1925年
- 新乳姉妹　監督島津保次郎、主演児玉英一、若葉照子
- 寅吉懺悔　監督安田憲邦、原作伊藤青々園、主演諸口十九、川田芳子
- 幻を追ふて　監督吉野二郎、主演押本映治、千草みどり
- 呪の女　監督吉野二郎、主演押本映治、吉田豊作
- 赤と白　監督・主演勝見庸太郎、出演新井淳
- 春は来れり (吹雪をついて)　監督蔦見丈夫、主演鈴木伝明、武田春郎
- 坂崎出羽守　監督・主演勝見庸太郎、出演新井淳
- 郊外の家　監督重宗務、主演押本映治、松井千枝子　※「大須賀蘭子」役
- 義人の刃　監督清水宏、主演河村黎吉、森野五郎　※「娘・梢」役
- 男ごゝろ　監督五所平之助、主演島田嘉七、岡田宗太郎
- 妖星地に堕つれば　監督島津保次郎、主演鈴木伝明、英百合子
- 自動車　監督吉野二郎、主演新井淳、東栄子
- 鬼すゝき　監督吉野二郎、原作行友李風、主演藤野秀夫、久米譲　※「お幹」「妹お藤」2役
- コレラ征伐　監督大久保忠素、主演国島荘一
- 踊り子の指輪　監督島津保次郎、主演武田春郎、英百合子
- 落武者　監督清水宏、主演森肇、石山竜嗣　※「真十郎の恋人・芳江」役
- 恋の捕縄　監督清水宏、主演奈良真養、森肇　※「妹・お琴」役
- 愛妻の秘密　監督島津保次郎、原作中村六三郎、主演渡辺篤

1926年
- 黒駒の勝蔵 前篇　監督吉野二郎、原作松田竹之島人、主演森野五郎
- 三日月次郎吉　監督吉野二郎、主演河村黎吉、小川国松
- 美人と浪人　監督清水宏、主演藤野秀夫　※「女賊・お艶」役
- 渦巻く血刃の情火　監督大久保忠素・斎藤寅次郎、主演藤野秀夫
- 犠牲の刃　監督吉野二郎、主演粂譲、森肇
- 黒駒の勝蔵 中篇　監督吉野二郎、原作松田竹之島人、主演森野五郎
- 運動家　監督鈴木重吉、主演鈴木伝明、英百合子
- 若き女の死　監督重宗務、主演柳さく子、島田嘉七
- 京子と倭文子　監督清水宏、原作菊池寛、主演鈴木伝明、松井千枝子　※「川辺家の長女・京子」役
- お坊ちゃん　監督島津保次郎、主演岩田祐吉、諸口十九　※「羽田美津子」役
- 黒駒の勝蔵 後篇　監督吉野二郎、原作松田竹之島人、主演森野五郎
- 秋の歌　監督池田義信、原作吉井勇、主演藤野秀夫、島田嘉七
- 猛火　監督吉野二郎、主演森野五郎、河村黎吉
- 女性の戯れ　監督池田義信、主演三田英児、武田春郎
- 唐人殺し　監督吉野二郎、主演河村黎吉
- 若き日の罪　監督重宗務、主演河村黎吉
- カラボタン　監督野村芳亭、主演諸口十九
- 受難草　監督重宗務、主演栗島すみ子、鈴木伝明
- 妖婦五人女 第二篇 カルメンお雪　監督島津保次郎、共演鈴木伝明　※初トップクレジット作
- 心中薩摩歌　監督清水宏、主演藤野秀夫、森野五郎

1927年
- 恋愛混線　監督島津保次郎、共演奈良真養　※「令嬢雅子」役、トップクレジット
- 涙の笑顔　監督島津保次郎、主演押本映治、林千歳
- 久造老人　監督島津保次郎、主演野寺正一
- 女　監督島津保次郎、主演藤野秀夫、八雲恵美子
- 新珠　監督島津保次郎、原作菊池寛、主演鈴木伝明、諸口十九
- 美代吉殺し　監督二川文太郎、主演諸口十九　※諸口十九社

1928年
- 民族の叫び　監督野村芳亭、主演井上正夫、清水一郎
- 輝く昭和　監督島津保次郎、主演井上正夫、八雲恵美子　※「小夜子」役
- 恋愛行進曲　監督野村芳亭、主演川田芳子、岩田祐吉
- 青春交響楽　監督野村芳亭、主演田中絹代　※「戸村信子」役

1929年
- 春容恋達引　監督重宗務、主演柳さく子、若葉信子　※「お美代」役
- あひる女　監督清水宏、共演渡辺篤　※「お福」役、トップクレジット
- 街の抒情詩　監督重宗務、主演宮島健一、吉谷久雄
- 浮草娘旅風俗　監督清水宏、共演藤田陽子　※「旅芸人・お艶」役、トップクレジット
- 新女性鑑　監督五所平之助、原作菊池寛、主演龍田静枝、渡辺篤
- 緑の朝　監督野村芳亭、主演岩田祐吉、新井淳
- 多情仏心　監督島津保次郎、原作里見弴、主演島田嘉七、宮島健一
- 3善人　監督野村芳亭、主演岩田祐吉、押本映治
- 美人は黒い　監督島津保次郎、主演島田嘉七、谷崎竜子　※「津川文子」役
- 親父とその子　監督五所平之助、主演斎藤達雄、吉谷久雄
- 恋慕小唄　監督清水宏、原作清田隆素、共演新井淳　※「村の娘・とし江」役、トップクレジット

1930年
- レヴューの姉妹　監督島津保次郎、主演八雲恵美子　※「妹・相沢テイ子」役
- 尻に敷かれて　監督西尾佳雄、共演中浜一三　※トップクレジット
- 奪はれた唇　監督斎藤寅次郎、主演渡辺篤
- 若者よなぜ泣くか　監督牛原虚彦、原作佐藤紅緑、主演藤野秀夫、鈴木伝明　※「上杉二葉」役

1931年
- 受難の青春　監督佐々木康、共演月田一郎　※トップクレジット
- 愛よ人類と共にあれ 前篇 日本篇　監督島津保次郎、主演上山草人、岡田時彦　※「鋼吉の妾」役
- 愛よ人類と共にあれ 後篇 米国篇　監督島津保次郎、主演上山草人、岡田時彦　※「鋼吉の妾」役
- 生活線ABC 前篇　監督島津保次郎、原作細田民樹、主演藤野秀夫、岩田祐吉
- 生活線ABC 後篇　監督島津保次郎、原作細田民樹、主演藤野秀夫、岩田祐吉
- 人罠　監督野村芳亭、原作山口康生、主演岡田嘉子、斎藤達雄

1932年
- 銀座の柳　監督五所平之助、原作西條八十、主演田中絹代、竹内良一　※サウンド版
- 海の王者　監督清水宏、主演野寺正一、川田芳子　※「お艶」役、サウンド版
- 新四ツ谷怪談　監督野村芳亭、原作瀬戸英一、主演八雲恵美子、岡譲二　※サウンド版・部分発声版
- 聖なる乳房　監督池田義信、原作山中峰太郎、主演山内光、栗島すみ子
- 生さぬ仲　監督成瀬巳喜男、原作柳川春葉、主演奈良真養　※「妻・真砂子」役

1933年
- 琵琶歌　監督野村芳亭、原作大倉桃郎、主演川崎弘子、岡譲二　※サウンド版
- 理想の良人　監督重宗務、原作吉屋信子、主演城多二郎

1934年
- 歓楽の夜は更けて　監督池田義信、原作池上新三郎、主演栗島すみ子、斎藤達雄　※サウンド版
- 江戸は移る　監督冬島泰三、主演林長二郎　※松竹下加茂撮影所

1936年 阪東妻三郎プロダクション
- 風流小唄侍　監督沖博文、原作原巌、主演阪東妻三郎　※「料理屋の女お歌」役、トーキー

## 関連事項
- 松竹蒲田撮影所 （城戸四郎）
- 阪東妻三郎プロダクション （阪東妻三郎）

## 註
1. ↑  『筑波雪子』 - コトバンク
2. 1 2 3 4 5 6  『日本映画俳優全集・女優編』（キネマ旬報、1980年）の記述（p.456-457）による。同項執筆は盛内政志。
3. ↑  大御所菊池寛や花形女優ら次々と検挙『東京朝日新聞』昭和9年3月18日夕刊（『昭和ニュース事典第4巻 昭和8年-昭和9年』本編p615 昭和ニュース事典編纂委員会 毎日コミュニケーションズ刊 1994年）
4. ↑  当時の新聞記事を再録した「昭和ラプソディ （昭和9年・上）」の記述を参照[リンク切れ][出典無効]。
5. ↑  内務省も協力、東京近県でも摘発推進『東京日日新聞』昭和10年5月4日夕刊（『昭和ニュース事典第5巻 昭和10年-昭和11年』本編p676 昭和ニュース事典編纂委員会 毎日コミュニケーションズ刊 1994年）
6. ↑  当時の新聞記事を再録した「昭和ラプソディ （昭和10年・上）」の記述を参照[リンク切れ][出典無効]。
7. ↑  同誌当該号、ならびに古本ねこやサイトの「週刊新潮 昭和52年」を参照。